# Alexandriai Ammoniosz
Alexandriai Ammoniosz (3. század) ókeresztény író.
Életéről Caesareai Euszebiosz Karpianoszhoz írott leveléből van információ, melyben az olvasható, hogy Máté evangéliumának alapján szerkesztett egy evangéliumszinopszist, majd a többi evangéliumot párhuzamba állította vele. Ezen kívül ő a szerzője egy Szerapionhoz, a remeték vezetőjéhez írott levélnek. 